# Discografia de NS Yoon-G
Esta é a discografia da cantora sul-coreana NS Yoon-G. Consiste de três extended plays e treze singles.

## Álbums

### EPs
| Título      | Detalhes do álbum                                                                                  | Melhores posições nas paradas | Vendas        | Lista de faixas |
| Título      | Detalhes do álbum                                                                                  | KOR                           | Vendas        | Lista de faixas |
| ----------- | -------------------------------------------------------------------------------------------------- | ----------------------------- | ------------- | --- |
| Neo Spirit  | - Lançamento: 5 de janeiro de 2012 - Gravadora: JTM Entertainment - Formatos: CD, download digital | 15                            | - KOR: 3.700+ | Lista de faixas 1. 니가 뭘 알아 (What Do You Know) (feat. Verbal Jint) 2. 마녀가 된 이유 (The Reason I Became A Witch) 3. SHOWER (feat. Double Sidekick) 4. Talk Talk Talk 5. 또 보고 싶어 (Miss You Again)(feat. Sangchu) 6. 마녀가 된 이유 (Inst.) |
| Skinship    | - Lançamento: 18 de julho de 2012 - Gravadora: JTM Entertainment - Formatos: CD, download digital  | 6                             | - KOR: 1.500+ | Lista de faixas 1. I Am Hot 2. 널 잡았어 (I Got You) 3. 사랑 (Love) 4. 짜증나게! (Irritated!) 5. 널 잡았어 (I Got You) (Break Ver.) 6. 널 잡았어 (I Got You) (Inst.)                                                                                 |
| The Way 2.. | - Lançamento: 1º de abril de 2014 - Gravadora: JTM Entertainment - Formatos: CD, download digital  | 7                             | - KOR: 6.871+ | Lista de faixas 1. 야시시 (Yasisi) 2. If I Love You (feat. 이단옆차기) 3. 미친 I (feat. 이단옆차기) 4. If You Love Me (feat. Jay Park) 5. 야시시 (Yasisi) (inst.) 6. If I Love You (inst.)                                                           |

### Álbuns single
| Título           | Detalhes do álbum                                                                                   | Melhores posições nas paradas | Lista de faixas |
| Título           | Detalhes do álbum                                                                                   | KOR                           | Lista de faixas |
| ---------------- | --------------------------------------------------------------------------------------------------- | ----------------------------- | --- |
| Ambitious        | - Lançamento: 14 de maio de 2010 - Gravadora: JTM Entertainment - Formatos: CD, download digital    | 31                            | Lista de faixas 1. Don't Go Back 2. Golden 3. 머리 아파 (Meori Apa) 4. Don't Go Back (Inst.) 5. Golden (Inst.)            |
| Time To Fly High | - Lançamento: 21 de outubro de 2010 - Gravadora: JTM Entertainment - Formatos: CD, download digital | 85                            | Lista de faixas 1. N To The S 윤지 2. 춤을 춰 (Just Dance) 3. DJ Don't Stop 4. 춤을 춰 (R&B Ver.) 5. 춤을 춰 (Inst.)      |
| Sincerely        | - Lançamento: 20 de março de 2015 - Gravadora: JTM Entertainment - Formatos: CD, download digital   | 7                             | Lista de faixas 1. Wifey (feat. MC 몽) 2. Would You Be My 3. 설렘주의 My Romance (feat. 기리보이) 4. Wifey (Instrumental) |

## Singles

### Como artista principal
| Título                                                                                       | Ano  | Melhores posições nas paradas | Melhores posições nas paradas | Álbum               |
| Título                                                                                       | Ano  | KOR Gaon                      | KOR Billboard                 | Álbum               |
| -------------------------------------------------------------------------------------------- | ---- | ----------------------------- | ----------------------------- | ------------------- |
| "My Head Hurts" (머리 아파)                                                                  | 2009 | —                             | —                             | Ambitious           |
| "Don't Go Back"                                                                              | 2010 | 173                           | —                             | Ambitious           |
| "Just Dance"                                                                                 | 2010 | 99                            | —                             | Time To Fly High    |
| "Talk Talk Talk"                                                                             | 2011 | 31                            | —                             | Neo Spirit          |
| "Miss You Again" (또 보고 싶어) (feat. Sangchu)                                              | 2011 | 36                            | —                             | Neo Spirit          |
| "What Do You Know" (니가 뭘 알아) (feat. Verbal Jint)                                        | 2011 | 34                            | 36                            | Neo Spirit          |
| "The Reason I Became A Witch" (마녀가 된 이유)                                               | 2012 | 36                            | 46                            | Neo Spirit          |
| "I Got You"                                                                                  | 2012 | 43                            | 49                            | Skinship            |
| "If You Love Me" (feat. Jay Park)                                                            | 2012 | 16                            | 18                            | The Way 2..         |
| "Yasisi"                                                                                     | 2014 | 17                            | 20                            | The Way 2..         |
| "Fluttered Feelings" (설렘주의) (com Giriboy)                                                | 2014 | 6                             | —                             | My Romance (single) |
| "A Snowy Day" (눈이 오는 날엔) (feat. DinDin)                                                | 2014 | 70                            | —                             | Single sem álbum    |
| "Wifey" (feat. MC Mong)                                                                      | 2015 | 60                            | —                             | Sincerely           |
| "—" indica lançamentos que não figuraram nas paradas ou que não foram lançados nessa região. |      |                               |                               |                     |

### Como artista convidada
| Título                                                                                       | Ano  | Melhores posições nas paradas | Álbum            |
| Título                                                                                       | Ano  | KOR                           | Álbum            |
| -------------------------------------------------------------------------------------------- | ---- | ----------------------------- | ---------------- |
| "Blast" (Scarnite feat. NS Yoon-G)                                                           | 2014 | —                             | Single sem álbum |
| "—" indica lançamentos que não figuraram nas paradas ou que não foram lançados nessa região. |      |                               |                  |

## Videografia

### Vídeos musicais
| Título                        | Ano  | Diretor(es)   | Ref.  |
| ----------------------------- | ---- | ------------- | ----- |
| "My Head Hurts"               | 2009 | Desconhecido  |       |
| "Don't Go Back"               | 2010 | Desconhecido  |       |
| "Just Dance"                  | 2010 | Desconhecido  |       |
| "Talk Talk Talk"              | 2011 | Desconhecido  |       |
| "Miss You Again"              | 2011 | Desconhecido  |       |
| "The Reason I Became A Witch" | 2012 | Mun Seung-jae | [ 6 ] |
| "I Got You"                   | 2012 | Mun Seung-jae | [ 6 ] |
| "If You Love Me"              | 2012 | Mun Seung-jae | [ 6 ] |
| "Yasisi"                      | 2014 | Desconhecido  |       |
| "Wifey"                       | 2015 | Desconhecido  |       |

### Participações em vídeos musicais
| Ano  | Título              | Artista                            | Álbum                        | Papel |
| ---- | ------------------- | ---------------------------------- | ---------------------------- | ----- |
| 2013 | "Tears" (눈물)      | LeeSSang feat. Eugene do The SeeYa | Double Kick Project, Vol. 02 | Atriz |
| 2013 | "Would You?" (줄래) | Swings feat. Seo In-guk            | Would You? (single digital)  | Atriz |